# Montigny-en-Morvan
Montigny-en-Morvan è un comune francese di 328 abitanti situato nel dipartimento della Nièvre nella regione della Borgogna-Franca Contea.

## Società

### Evoluzione demografica
Abitanti censiti